# Vesterø Søndre Kirke
Vesterø Søndre Kirke er en kirke beliggende et stykke uden for byen Vesterø på øen Læsø i Kattegat. Kor og skib er opført i 1250 af munke fra Vitskøl Kloster af gule og røde munkesten, en stor del af murværket er skalmuret i nyere tid. Kirken er i romansk byggestil, rødkalket og med et tårn i gotisk stil. Kirken er udsmykket med kalkmalerier og tre kirkeskibe, der hænger ned fra loftet.
Et tilmuret rundbuevindue ses i østgavlen. Tårnet er opført i sengotisk tid men er blevet omdannet flere gange. Våbenhuset er opført i 1885 af Frits Uldall. Bygningen blev hovedistandsat i 1947-48.
Skibet har fladt bjælkeloft, koret har fået indbygget hvælv i sengotisk tid, korbuen er udvidet. Den trefløjede altertavle dateres til omkring 1475, i midterskabet ses øverst Kristus flankeret af Sankt Gertrud og Sankt Dorothea samt Sankt Barbara og Sankt Hettelus, nederst ses Maria med barn i solgissel, hun flankeres af Maria Magdalene og Johannes Døberen samt Sankt Katarina og Sankt Archelaus, Sankt Archelaus og Sankt Etherus (Hettelus) er sjældent sete bispehelgener, i fløjene ses apostle. Over den nye prædikestol hænger en himmel fra 1739. Over korbuen hænger et sengotisk krucifiks. I kirken ses flere epitafier og gravsten over lokale gårdmænd og skippere.

## Kalkmalerier
I korhvælvet ses kalkmalerier fra begyndelsen af 1500-tallet, de tillægges Sæby-værkstedet. Kalkmalerierne blev afdækket og restaureret i 1907-8, i 1953 blev de genrestaureret af H. Borre i 1983 af K. Simonsen. I østkappen ses Kongernes tilbedelse, som er hovedmotivet, i de øvrige tre hvælvkapper ses kongernes rejse. Kongerne har hver deres hvælvkappe, hvor de rider med et følge, der nærmest ligner et jagtselskab, på fanerne står kongernes navne. I nordkappen ses Casper med sit følge, forrest rider en nar, som bruger en råber, han er skaldet og under koften ses hans bare ende. Bag Casper ses en rytter, som rider direkte mod beskueren, en dristig forkortning på denne tid. I sviklerne ses en skytte, som sigter på en hjort i den modstillede svikkel. I sviklerne ses desuden en galge med en ræv, en klokkestabel med klokke og klokkereb, en tranehals og vrængmasker samt en gris klædt ud som soldat, meget lig grisen i Nibe Kirke, hvor Sæby-værkstedet også har arbejdet. Billedet har været baggrund for en rekonstrueret klokkestabel på frilandsmuseet Middelaldercentret ved Nykøbing Falster, som også har fremstillet en rekonstrueret klokke til at hænge i klokkestablen.
Den romanske døbefont af granit har på kummen tovsnoet rundstav under mundingsranden og lodrette tovstave, den firkantede fod har fire arkadefelter.